# Etawah (distrikt)
Etawah (hindi: इटावा जिला) er et distrikt i den indiske delstat Uttar Pradesh. Distriktets hovedstad er Etawah.

## Demografi
Ved folketællingen i 2011 var der 1.579.160 indbyggere i distriktet, mod 1.338.871 i 2001. Den urbane befolkning udgør 23,20 % af befolkningen.
Børn i alderen 0 til 6 år udgjorde 13,95 % i 2011 mod 17,72 % i 2001. Antallet af piger i den alder per tusinde drenge er 895 i 2011.